# Stadtwüstung Nienover

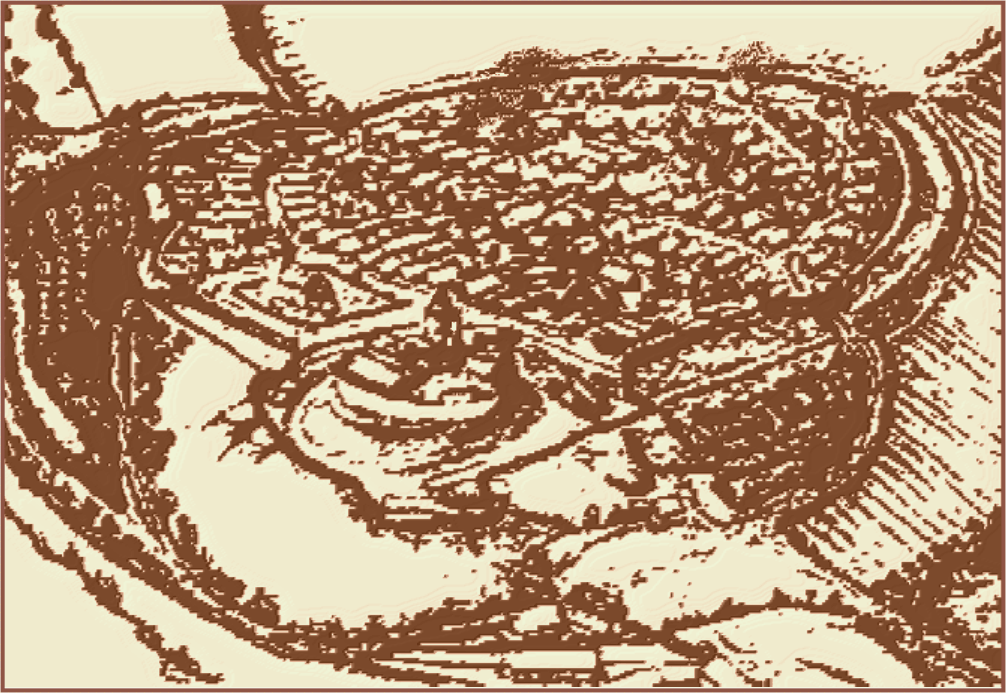
Nienover als Stadt um 1215

Die Stadtwüstung Nienover war eine stadtähnliche Siedlung vor der Burg Nienover im heutigen Nienover im Solling in Niedersachsen. In der um 1180 gegründeten Siedlung lebten etwa 500 bis 700 Menschen. Sie verfügte über eine Befestigung durch eine Wall- und Grabenanlage. Bei einem Angriff um 1270 wurde die Siedlung zerstört und nicht wieder aufgebaut.

## Beschreibung
Die Siedlung lag auf dem Plateau eines 200 m ü. NHN hohen Bergrückens und war als Dreistraßensystem angelegt, das auf die Burg Nienover zulief. Die Ausmaße der Siedlung betrugen etwa 300 × 500 Meter. Sie hatte eine Innenfläche von acht Hektar. Auf der Nord- und Westseite war die Stadt durch eine doppelte Wall- und Grabenanlage von rund 40 Meter Breite gesichert. Der Siedlungsstandort befand sich an einer Wegkreuzung, von der Wege zur Burg Gieselwerder, zur Burg Dassel sowie über die alte Heerstraße zum zeitweiligen Königslager bei Sohlingen abgingen.
Die Häuser standen entlang der Straßen und bis zum Randbereich. Es gab Häuser unterschiedlicher Größe, was als Indiz für eine, anders als in einem Dorf, sozialstrukturierte Bevölkerung gewertet wird. Die Häuser hatten steinerne und hölzerne Keller. Auf die Steinkeller waren die hölzernen Gebäude in Ständerbauweise aufgesetzt. Aufgrund der geringen Mauerstärke der Keller von 50 bis 70 cm dürften die Häuser nur ein- bis zweigeschossig gewesen sein. Die Kellergrößen variierten zwischen 10 und 20 m². Die Häuser waren bis zu 10 Meter breit und teilweise über 20 Meter lang. Die Grundstücksgröße lag zwischen 9 und 20 Meter Straßenbreite und bis zu 40 Meter Tiefe.
Hinweise für eine Siedlung städtischen Charakters und die Verbindung des Ortes zu den Grafen von Dassel gab die gefundene Keramik. Es fanden sich Keramikerzeugnisse aus dem Reinhardswald, in dem die Grafen über Rechte und Besitzungen verfügten. Ebenso war Gefäße aus den Töpfereien am Solling wie Fredelsloh vertreten, wo die Grafen von Dassel ihren Besitzschwerpunkt hatten. Darüber hinaus fand sich Siegburger Steinzeug. In der Siedlung fand Metallverarbeitung von Eisen statt, worauf Funde von Schlacken und Öfen deuteten. Es wurden mehrere Brunnen von geringer Tiefe gefunden. Darin gefundene Scherben von hochmittelalterlicher Keramik dienten zur Datierung.
Wirtschaftlich dürfte der Siedlung die Funktion als Zentralort der Grafschaft Nienover und als Marktplatz zugekommen sein. Anzunehmende Grundlagen der Siedlung dürften Brauereiwesen, Abbau, Verarbeitung und Handel mit Sandstein, Holz und Glas gewesen sein. Auf Handel wiesen Bleigewichte und Reste von Klappwagen hin.

## Geschichte
Auf dem Gelände vor der Burg Nienover gründeten die Grafen von Dassel um 1180 eine Siedlung, bei der es sich aufgrund ihrer Größe und laut späterer Urkunden um eine Stadt handelte. Zum Aufbau der Häuser und zur landwirtschaftlichen Nutzung der Flächen ließen die Grafen von Dassel Rodungen des Waldes durchführen. Da dies teilweise nicht durch ihre Rechte gedeckt war, mussten die Grafen im Jahre 1210 dem Bischof Bernhard III. Sühne leisten. Um 1220 fiel Nienover, wahrscheinlich infolge einer Fehde, einem Brand zum Opfer, wurde aber umgehend wieder aufgebaut.
Zu einem auf die Jahre zwischen 1269 und 1274 eingrenzbaren Zeitpunkt wurde Nienover von Norden her angegriffen. Über die Angreifer liegen keine Urkunden vor, aus machtpolitischen Gründen kommt Albrecht der Lange als Drahtzieher in Frage. Es kam zu einem Kampfereignis unter Einsatz zahlreicher Armbrustbolzen und Pfeile. Dabei erwies sich die Holzbauweise als nachteilig, so dass der gesamte Ort abbrannte; nur die Burg blieb in den folgenden Jahrhunderten noch nutzbar. Zugleich hatten sich die wirtschaftlichen Rahmenbedingungen deutlich verschlechtert, da sich die schutzgebenden Grafen aus dem südlichen Umland durch den Verkauf der Burg Schartenberg zurückzogen. Daher wurden die Häuser nicht wieder aufgebaut. Die letzte in den anschließenden Jahrzehnten urkundlich nachweisbare Person war ein noch 1307 als Urkundenzeuge genannte Pfarrer.
Am 15. Februar 1303 verkaufte Graf Simon von Dassel Schloss und Grafschaft Nienover mit zugehörenden Rechten und Besitzungen an Herzog Albrecht den Feisten als Landesherrn des Fürstentums Göttingen. Damit kam der Ort in den Besitz der Welfen.

## Wüstung

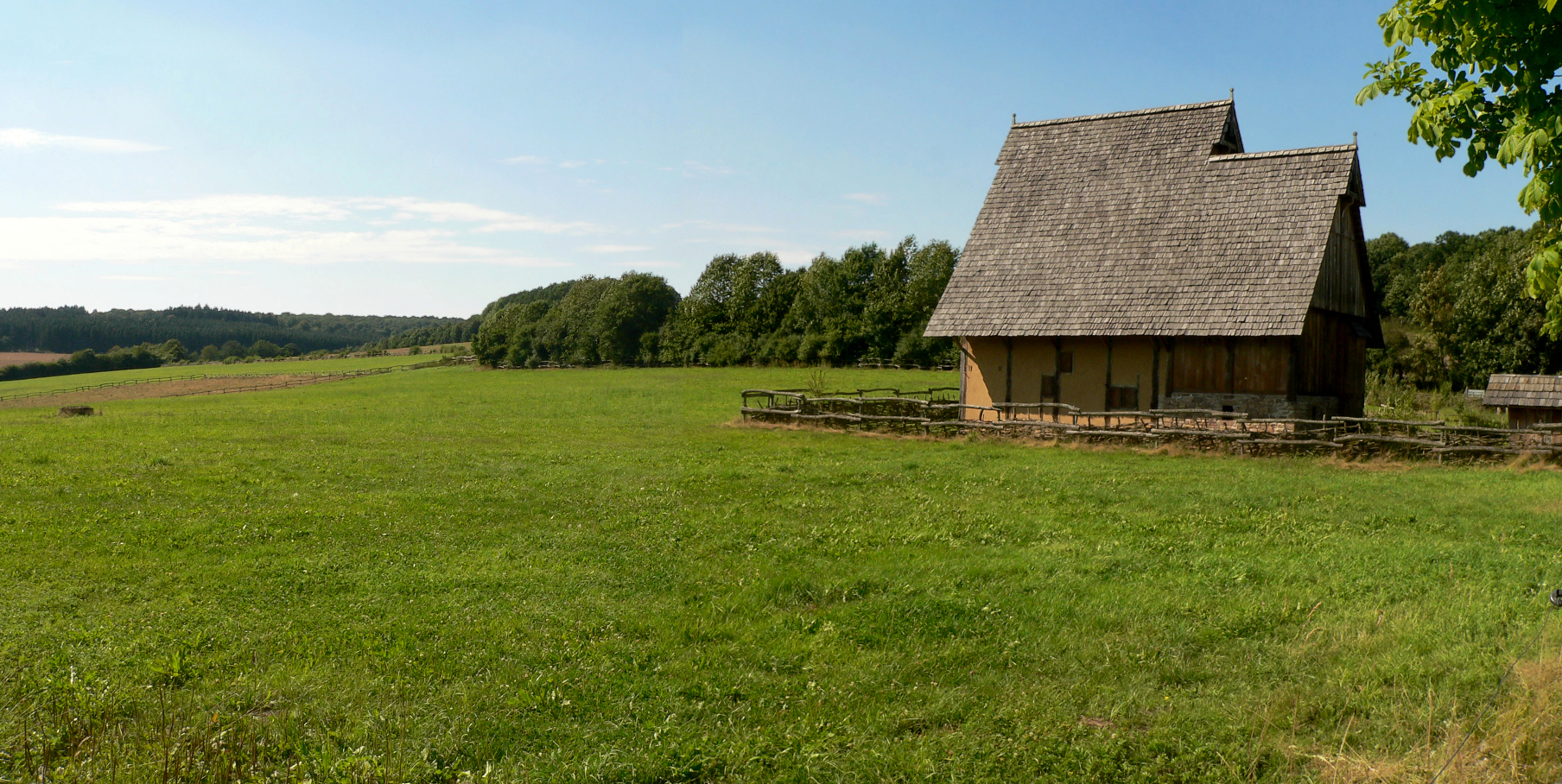
Gelände der Stadtwüstung mit rekonstruiertem, mittelalterlichen Fachwerkhaus

Die zerstörte Stadt wurde nach ihrem Wüstfallen als Acker- und Weidefläche genutzt. Ihre Existenz geriet in Vergessenheit, so dass sie erst durch die archäologischen Forschungen ab 1996 wiederentdeckt wurde. Das Wüstfallen ist eine Folge des Wechsels der hochmittelalterlichen Landesherrschaft und grundlegend für das Verständnis der heutigen südlichen Grenzen des Landes Niedersachsen.
Im Erdboden haben sich der Stadtwall, Keller, Reste der Straßen des Dreistraßensystems und andere Zeugnisse der mittelalterlichen Besiedlung von Nienover erhalten. Die Anlage ist ein seltenes Beispiel einer Stadtwüstung und damit ein archäologisches Bodendenkmal von größerem wissenschaftlichem und touristischem Interesse.

## Forschungsgeschichte
Ab 1996 wurden Gelände und Baurelikte unter Leitung von Hans-Georg Stephan archäologisch untersucht. Bis 2004 kam es zu jährlichen Grabungskampagnen. Die Untersuchungen wurden nach den Anfangserfolgen räumlich im Solling ausgeweitet und betrafen auch die Wüstung Winnefeld, die Wüstung Schmeessen und die Waldglashütte am Lakenborn. Die Prospektionen erfolgten mittels Bodenradar, Geobotanik, Geoökologie und Luftbildarchäologie. Es fand sich der Bedeutung der Fundstelle angemessen, ein internationales Team von Wissenschaftlern zusammen.
Nach dem 2005 erfolgten Verkauf des Schlosses in Privathand untersagte der neue Eigentümer weitere Ausgrabungen auf dem Gelände. Alle weiteren Forschungen zu Fragen der Datierung, von Zufahrtswegen und Toren im Wall sowie zu den verbliebenen Häusern und die Suche nach einem möglichen Kirchenstandort sind auf unbestimmte Zeit nicht möglich. Mit der Errichtung einer Reithalle für das im Schloss angesiedelte Gestüt wurde eine seit Jahrhunderten kaum genutzte Fläche überbaut. Einer Auflage des Landkreises Northeim gemäß wurde dazu keine Baugrube ausgehoben, sodass die archäologische Bodenerkundung später fortgesetzt werden kann. Auf Vermittlung des Landkreises Northeim wurde eine kleine Teilfläche am Nordrand für die Rekonstruktion eines mittelalterlichen Hauses zur Verfügung gestellt.

### Teilrekonstruktion

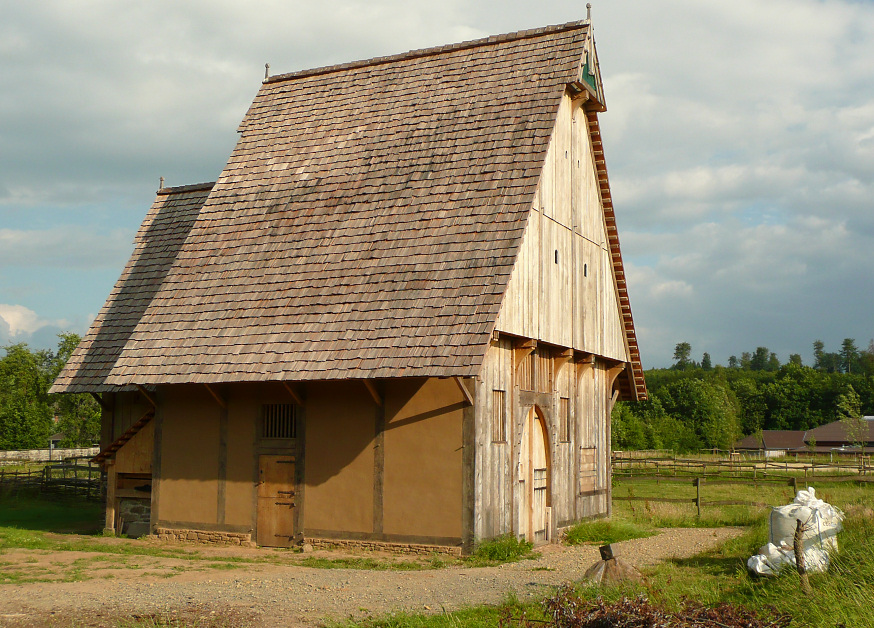
Das rekonstruierte Fachwerkhaus auf dem Gelände der Stadtwüstung Nienover

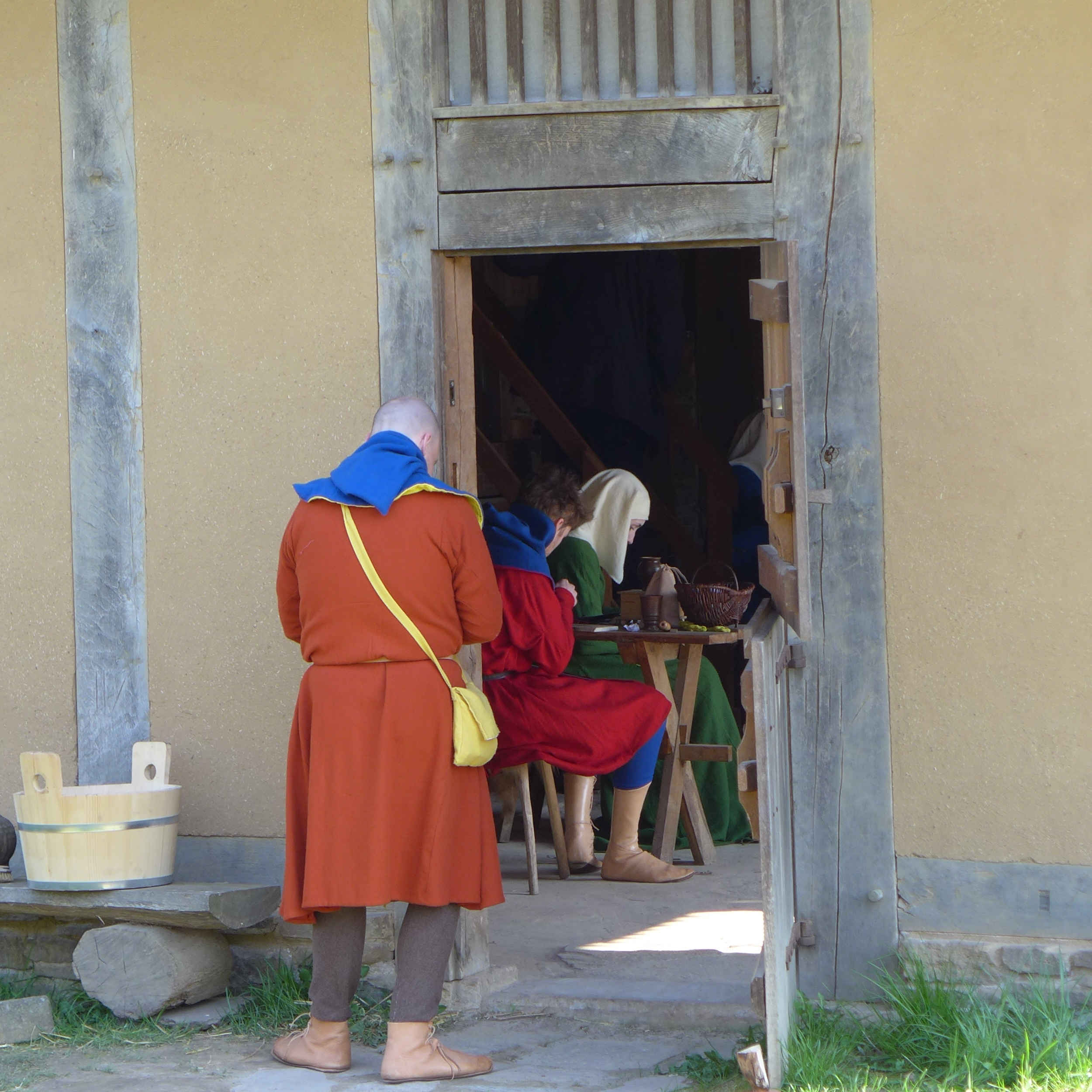
Living History zum mittelalterlichen Alltag im rekonstruierten Fachwerkhaus, 2017

2007 ist über einem ausgegrabenen Keller eines straßennahen Hauses auf wissenschaftlicher Grundlage ein städtisches Fachwerkhaus aus der Zeit um 1230 von einem Bauhistoriker rekonstruiert worden. Im Grundaufbau greift es Elemente des Hallenhauses auf. In der Bautechnik wurden historische Techniken angewandt. Da es sich um das frühere Bäckerhaus handelt, ist es mit einem steinernen Ofen versehen, der Zeit entsprechend ohne Schornstein. Zudem hat es ein großes Tor zur Einfahrt des Erntekarrens. Der Dachboden des mit Holzschindeln gedeckten Gebäudes ist geräumig. Der Keller setzt an den ausgegrabenen Originalfundamenten an. Umzäunt ist das Grundstück von einem Flechtzaun aus Weiden.
Auf dem Grundstück finden Living-History-Veranstaltungen statt. Dargestellt werden Reenactment mittelalterlicher Lebensszenen sowie an historischen Fragmenten orientierte Musikaufführungen. Fachliche Aufsicht und Beratung im Sinne einer experimentellen Archäologie erfolgen durch Petra Lönne für den Landkreis Northeim.